# Ніссорія
Ніссорія (італ. Nissoria, сиц. Nissurìa) — муніципалітет в Італії, у регіоні Сицилія,  провінція Енна.
Ніссорія розташована на відстані близько 500 км на південь від Рима, 110 км на південний схід від Палермо, 19 км на північний схід від Енни.
Населення — 3014 осіб (2014).
Покровитель — San Giuseppe.

## Демографія
Населення за роками:

Станом на 1 січня 2023 року в муніципалітеті офіційно проживали 23 іноземці з 9 країн, серед них 16 громадян країн Євросоюзу та 3 громадяни України.

## Сусідні муніципалітети
- Аджира
- Ассоро
- Гальяно-Кастельферрато
- Леонфорте
- Нікозія